# San Lorenzo in Damaso (titolo cardinalizio)
San Lorenzo in Damaso (in latino: Titulus Sancti Laurentii in Damaso), chiamato inizialmente San Lorenzo nel Teatro Pompeio, è un titolo cardinalizio istituito da papa Evaristo e confermato da papa Damaso I nel 366. Il titolo insiste sulla basilica di San Lorenzo in Damaso. Secondo il catalogo di Pietro Mallio, stilato sotto il pontificato di papa Alessandro III, il titolo era collegato alla basilica di San Pietro ed i suoi preti vi celebravano messa a turno. Con la bolla pontificia Etsi ad singula del 5 luglio 1532, papa Clemente VII assegnò, in perpetuo, questo titolo al vice cancelliere di Santa Romana Chiesa, senza badare al suo ordine cardinalizio (diacono, presbitero o vescovo). Tale regola è rimasta in vigore fino al 1973, quando papa Paolo VI soppresse l'ufficio di vice cancelliere.
Dal 21 febbraio 1998 il titolare è il cardinale Antonio María Rouco Varela, arcivescovo emerito di Madrid.

## Titolari
Si omettono i periodi di titolo vacante non superiori ai 2 anni o non storicamente accertati.
- Damaso (? - 366)
- Bonifacio (circa 415 - 418)
- Prospero d'Aquitania (?) (432 ? - ?)
- Projettizio (menzionato nel 499)
- Lorenzo (499 - 500)
- Specioso (o Specio) (500 ? - ?)
- Specioso e Leone (menzionati nel 595)
- Epifanio (menzionato nel 721)[2]
- Leone (prima del 745 - prima del 761)
- Marino (761 - ?)
- Leone (853 - ?)
- Adriano (875 - ?)
- Cristoforo (circa 900 - 903)
- Pietro (946 - prima del 964)
- Pietro (964 - prima del 993)
- Pietro (prima del 1012- circa 1027)
- Giovanni (1033 - prima del 1049)
- Leone (1049 - circa 1072)
- Riso (o Richo) (1088 - 1112)
- Adeodato (1116 - dopo la primavera 1129 deceduto)[3]
  - Stefano Stornato (1130 - 1132, promosso a questa sede dall'antipapa Anacleto II, promozione annullata da papa Innocenzo II con la sottomissione al medesimo da parte dello Stornato)
- Angelo (?) (1133 - 1138 ? deceduto)
- Yves, C.R.S.V., (27 maggio 1138 - 1143 deceduto)
- Guido Moricotti (dicembre 1143 - circa 1150 deceduto)
- Nikolaus (1150 - 1151 ? deceduto)
- Giovanni Paparoni (o Paparo, o Paperone) (2 marzo 1151 - circa 1158 deceduto)
- Pietro di Miso (1165 - 1182 deceduto)
- Pedro de Cardona (dicembre 1181 - 16 giugno 1183 deceduto)
  - Ottone (o Othon) (1172 - 1173) pseudocardinale dell'antipapa Callisto III
- Uberto Crivelli (agosto 1182 - 25 novembre 1185 eletto papa con il nome di Urbano III)
- Pietro (12 marzo 1188 - 1190 deceduto)
- Pietro Collevaccino (1216 - 1217 nominato cardinale vescovo di Sabina)
- Pietro Campano (o Campanus), O.S.B.Cas. (1216 - 1217 ? deceduto)
- Matteo d'Acquasparta, O.Min. (16 maggio 1288 - 1291 nominato cardinale vescovo di Porto e Santa Rufina)
- Francesco Ronci, O.Coel. (18 settembre 1294 - 13 ottobre 1294 deceduto)[4]
- Nicolas de Nonancour (o l'Aide) (dopo il 13 ottobre 1294 - 23 settembre 1299 deceduto)[4]
- Arnaud Nouvel (o Novelli), O.Cist., in commendam (25 luglio 1317 - 14 agosto 1317 deceduto)
- Ugo Roger, O.S.B.Clun. (20 settembre 1342 - 21 ottobre 1363 deceduto)
  - Titolo vacante (1363 - 1368)
- Pierre de Banac (o de Chinac), O.S.B.Clun. (22 settembre 1368 - 7 ottobre 1369 deceduto)
- Pietro Corsini (7 giugno 1370 - 1374 nominato cardinale vescovo di Porto e Santa Rufina)
- Bartolomeo da Cogorno, O.Min. (21 dicembre 1381 - dicembre 1386 deceduto)
- Angelo Acciaioli iuniore (20 novembre 1385 - 29 agosto 1397 nominato cardinale vescovo di Ostia-Velletri)
  - Juan Martínez de Murillo, O.Cist. (22 settembre 1408 - novembre 1420 deceduto), pseudocardinale dell'antipapa Benedetto XIII
- Giordano Orsini (25 marzo 1409 - giugno 1412); in commendam (giugno 1412 - 29 maggio 1438 deceduto)
  - Titolo vacante (1420 - 1440)
- Ludovico Scarampi-Mezzarota Trevisano (1º luglio 1440 - 7 gennaio 1465 nominato cardinale vescovo di Albano)
  - Aleksander Ziemowit (2 ottobre 1440 - 2 giugno 1444 deceduto), pseudocardinale dell'antipapa Felice V
  - Lancelot de Lusignan (agosto 1447 - 6 aprile 1451), pseudocardinale nominato dall'antipapa Felice V
- Juan de Mella (1465 - 12 ottobre 1467 deceduto)
  - Titolo vacante (1467 - 1480)
- Raffaele Sansoni Galeotti Riario, diaconia pro illa vice (5 maggio 1480 - 29 novembre 1503); in commendam (29 novembre 1503 - 22 giugno 1517 dimesso)
- Giulio de' Medici (6 luglio 1517 - 19 novembre 1523 eletto papa con il nome di Clemente VII)
- Pompeo Colonna (o Pompeio) (11 gennaio 1524 - 28 giugno 1532 deceduto); privato (1526 - 1527)
- Ippolito de' Medici (3 luglio 1532 - 10 agosto 1535 deceduto)
- Alessandro Farnese il giovane, diaconia pro illa vice (13 agosto 1535 - 14 aprile 1564); (14 aprile 1564 - 12 maggio 1564); in commendam (12 maggio 1564 - 2 marzo 1589 deceduto)
- Alessandro Damasceni Peretti, diaconia pro illa vice diaconia (13 marzo 1589 - 30 marzo 1620); in commendam (30 marzo 1620 - 2 giugno 1623 deceduto)
- Ludovico Ludovisi (7 giugno 1623 - 18 novembre 1632 deceduto)
- Francesco Barberini seniore, diaconia pro illa vice (24 novembre 1632 - 14 novembre 1644); (14 novembre 1644 - 23 ottobre 1645); in commendam (23 ottobre 1645 - 10 dicembre 1679 deceduto)
- Lorenzo Raggi (6 febbraio 1679 - 8 gennaio 1680 nominato cardinale vescovo di Palestrina)
  - Titolo vacante (1680 - 1689)
- Pietro Ottoboni, diaconia pro illa vice (14 novembre 1689 - 26 giugno 1724); (26 giugno 1724 - 29 gennaio 1725); in commendam (29 gennaio 1725 - 29 febbraio 1740)
- Tommaso Ruffo, in commendam (29 agosto 1740 - 16 febbraio 1753 deceduto)
- Girolamo Colonna di Sciarra, diaconia pro illa vice (12 marzo 1753 - 20 settembre 1756 nominato cardinale diacono dei Santi Cosma e Damiano)
- Alberico Archinto (20 settembre 1756 - 30 settembre 1758 deceduto)
- Carlo Rezzonico (22 novembre 1758 - 24 gennaio 1763 nominato cardinale presbitero di San Clemente)
- Enrico Benedetto Stuart, in commendam (14 gennaio 1763 - 13 luglio 1807 deceduto)
- Francesco Carafa della Spina di Traetto (3 agosto 1807 - 20 settembre 1818 deceduto)
- Giulio Maria della Somaglia, in commendam (2 ottobre 1818 - 2 aprile 1830 deceduto)
- Tommaso Arezzo, in commendam (5 luglio 1830 - 23 febbraio 1833 deceduto)
- Carlo Odescalchi, in commendam (15 aprile 1833 - 19 dicembre 1834 dimesso)
- Carlo Maria Pedicini, in commendam (19 dicembre 1834 - 19 novembre 1843 deceduto)
- Tommaso Bernetti (22 gennaio 1844 - 21 marzo 1852 deceduto)
- Luigi Amat di San Filippo e Sorso, in commendam (27 settembre 1852 - 30 marzo 1878 deceduto)
- Antonio Saverio De Luca, in commendam (15 luglio 1878 - 28 dicembre 1883 deceduto)
- Teodolfo Mertel (24 marzo 1884 - 11 luglio 1899 deceduto), che non fu mai ordinato presbitero
- Lucido Maria Parocchi, in commendam (14 dicembre 1899 - 15 gennaio 1903 deceduto)
- Antonio Agliardi (22 giugno 1903 - 19 marzo 1915 deceduto)
- Ottavio Cagiano de Azevedo (6 dicembre 1915 - 11 luglio 1927 deceduto)
- Andreas Frühwirth, O.P. (19 dicembre 1927 - 9 febbraio 1933 deceduto)
- Tommaso Pio Boggiani, O.P., in commendam (13 marzo 1933 - 26 febbraio 1942 deceduto)
  - Titolo vacante (1942 - 1958)
- Celso Costantini (9 giugno 1958 - 17 ottobre 1958 deceduto)
- Santiago Luis Copello (14 dicembre 1959 - 9 febbraio 1967 deceduto)
- Luigi Traglia (28 aprile 1969 - 15 marzo 1972 nominato cardinale vescovo di Albano)
- Narciso Jubany Arnau (5 marzo 1973 - 26 dicembre 1996 deceduto)
- Antonio María Rouco Varela, dal 21 febbraio 1998